# Alpes de Corée
Pour les articles homonymes, voir Alpes (homonymie).
Les Alpes de Corée sont une chaîne de montagnes de Corée du Nord, au nord de la péninsule de Corée, entre l'isthme de Corée au sud et les fleuves Yalu et Tumen qui marquent la frontière avec la Chine au nord. Regroupant plusieurs massifs, leur point culminant est le pic Kwanmo dans les monts Hamgyong avec 2 541 mètres d'altitude.
Ils sont bordés au nord par le massif volcanique du Changbai comptant le mont Paektu.

## Subdivisions
- Monts Chogyuryong (ko)
- Monts Hamgyong
- Monts Kangnam (ko)
- Monts Mach'ol
- Monts Myohyang
- Monts Pujonryong
- Monts Puksu
- Monts Rangnim (ko)
- Monts Yonhwa

Cartes des différents massifs constituant les Alpes de Corée
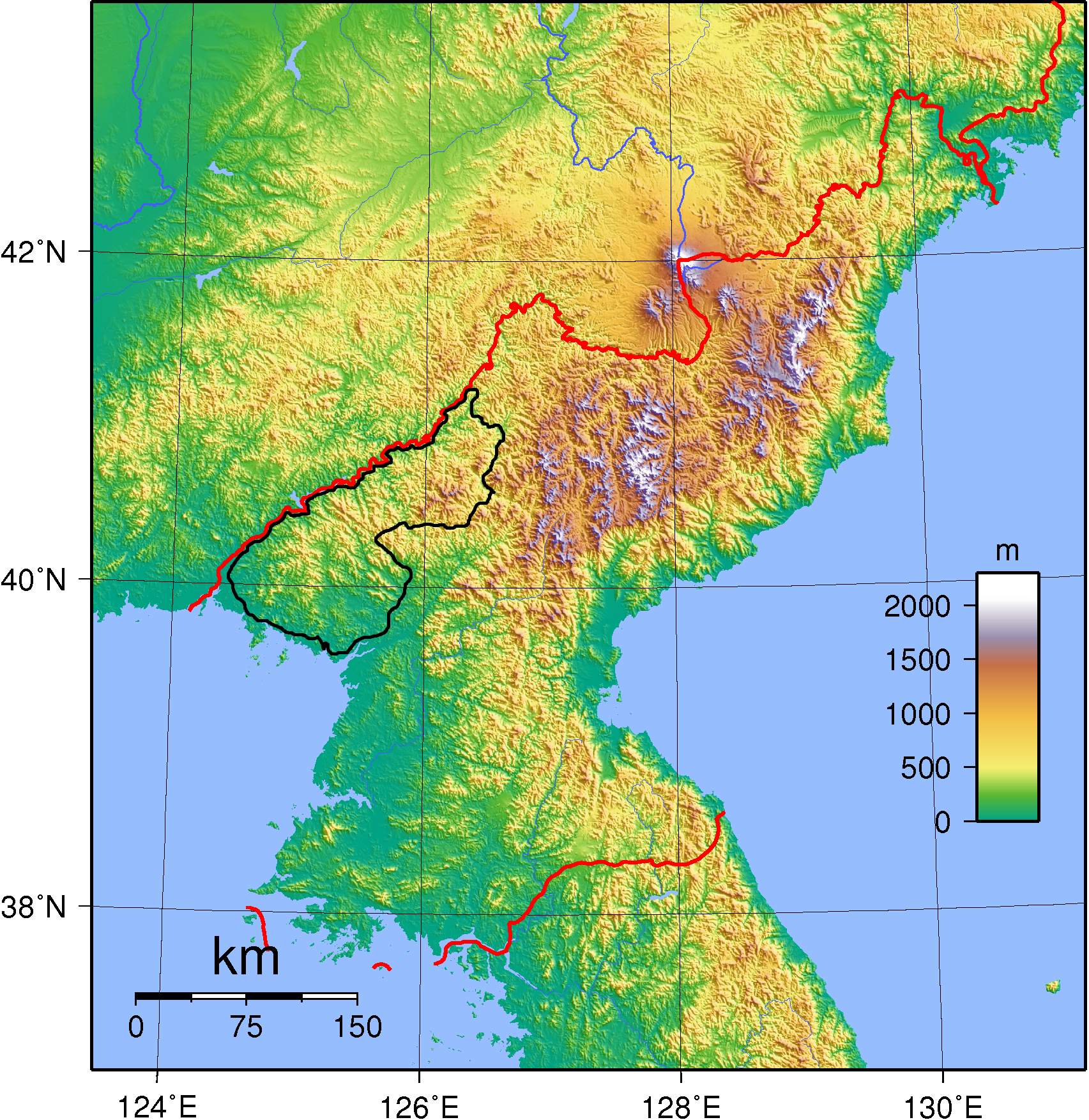
Monts Kangnam
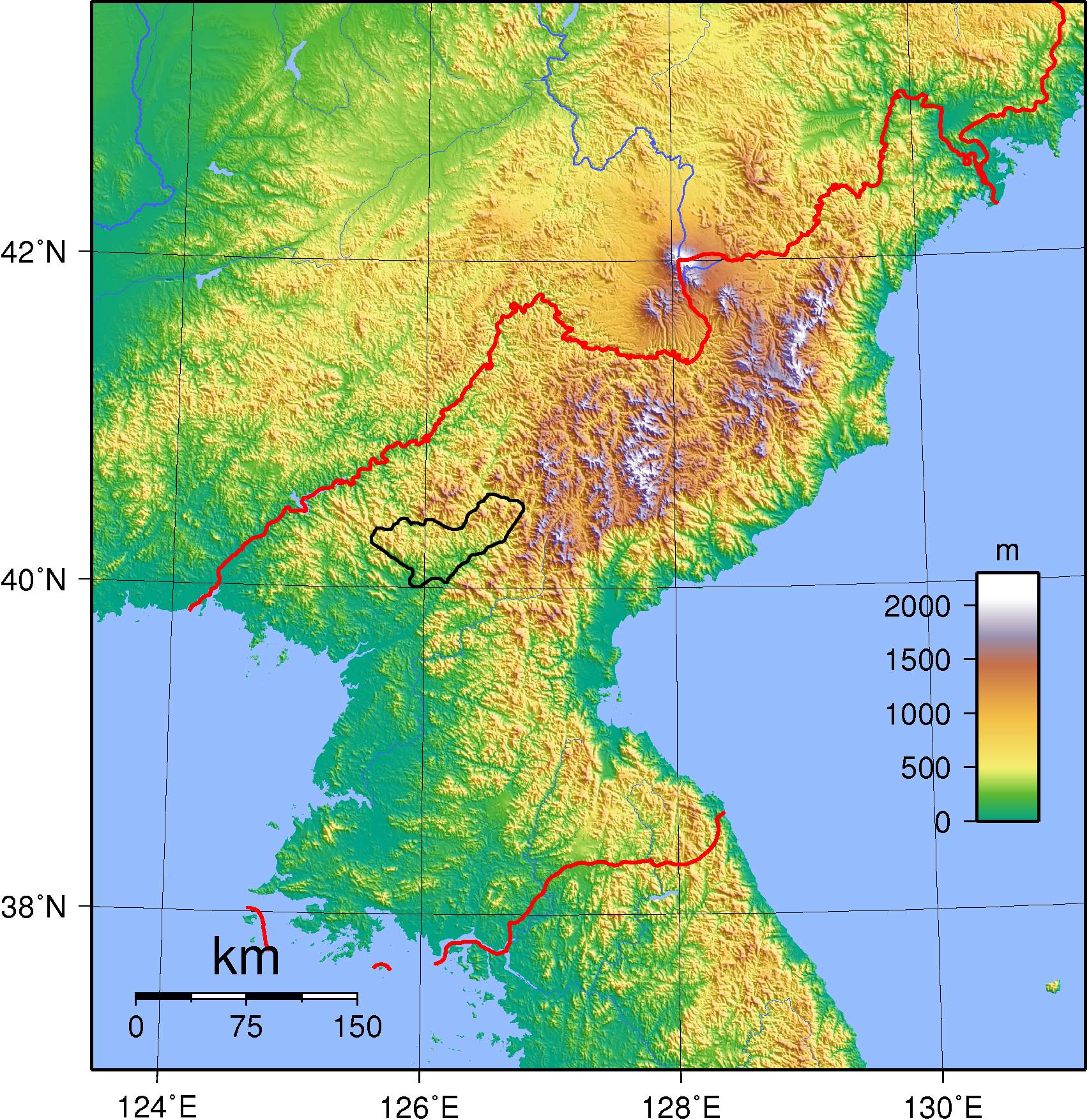
Monts Chogyuryong
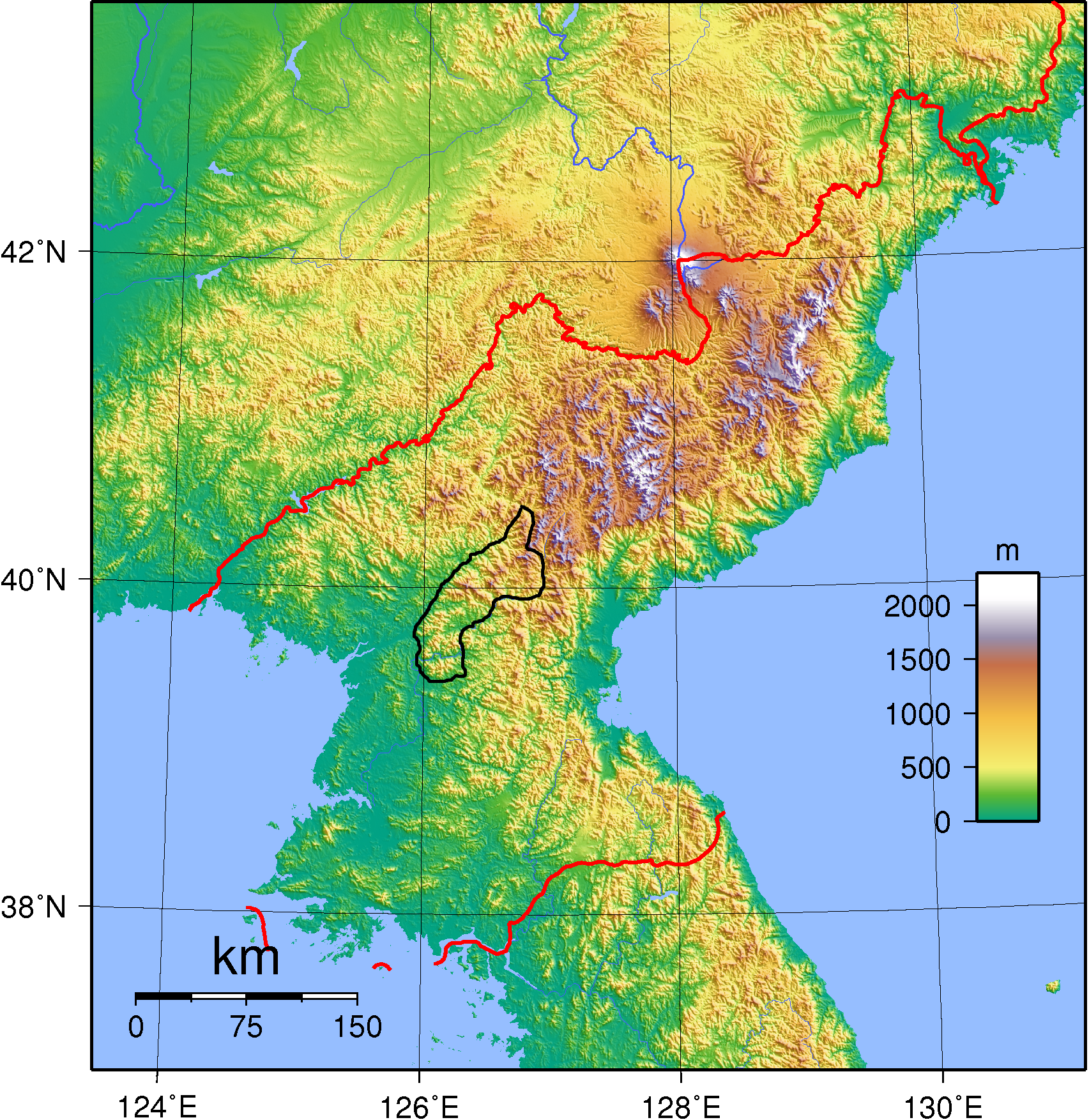
Monts Myohyang
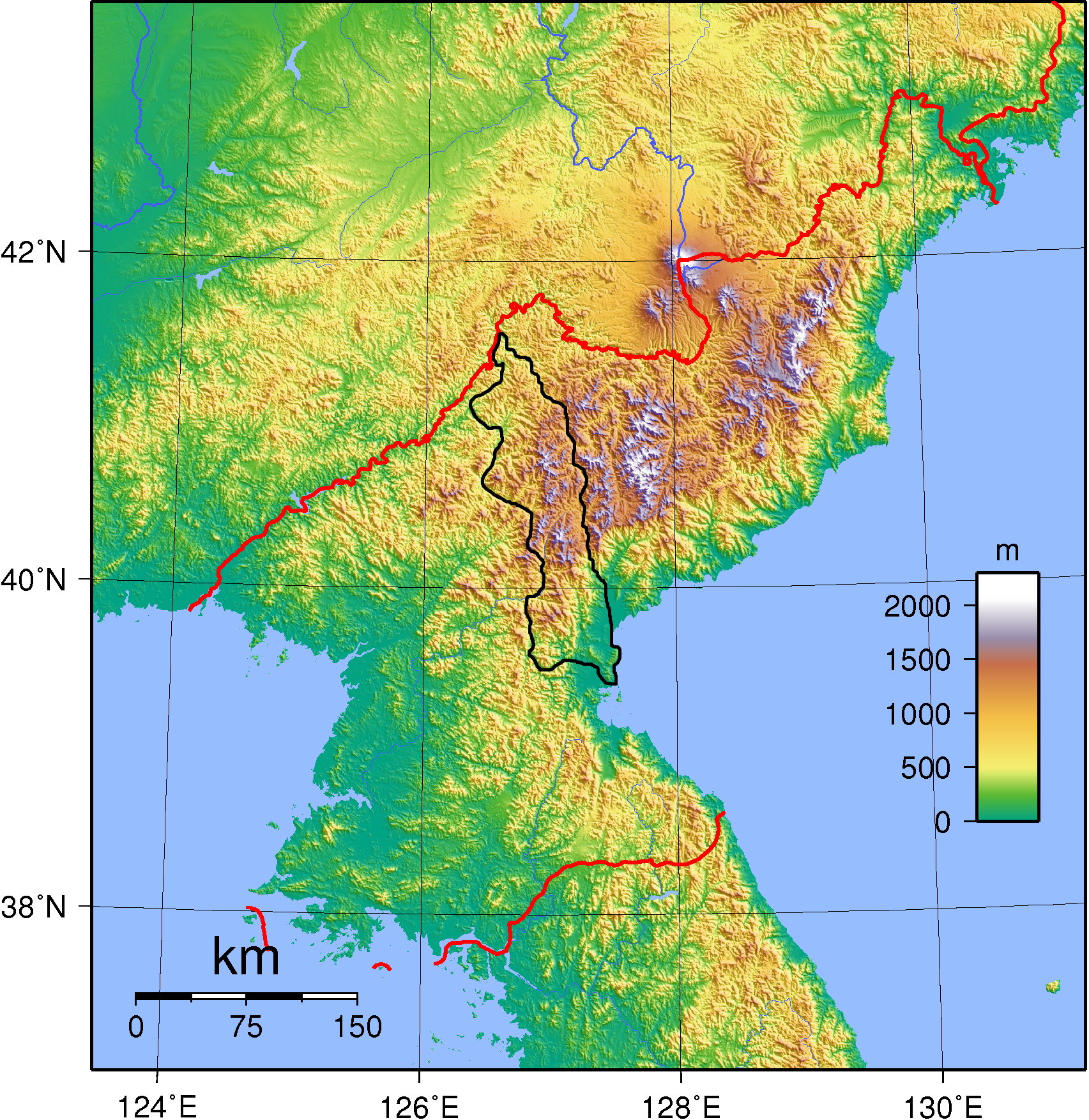
Monts Rangnim
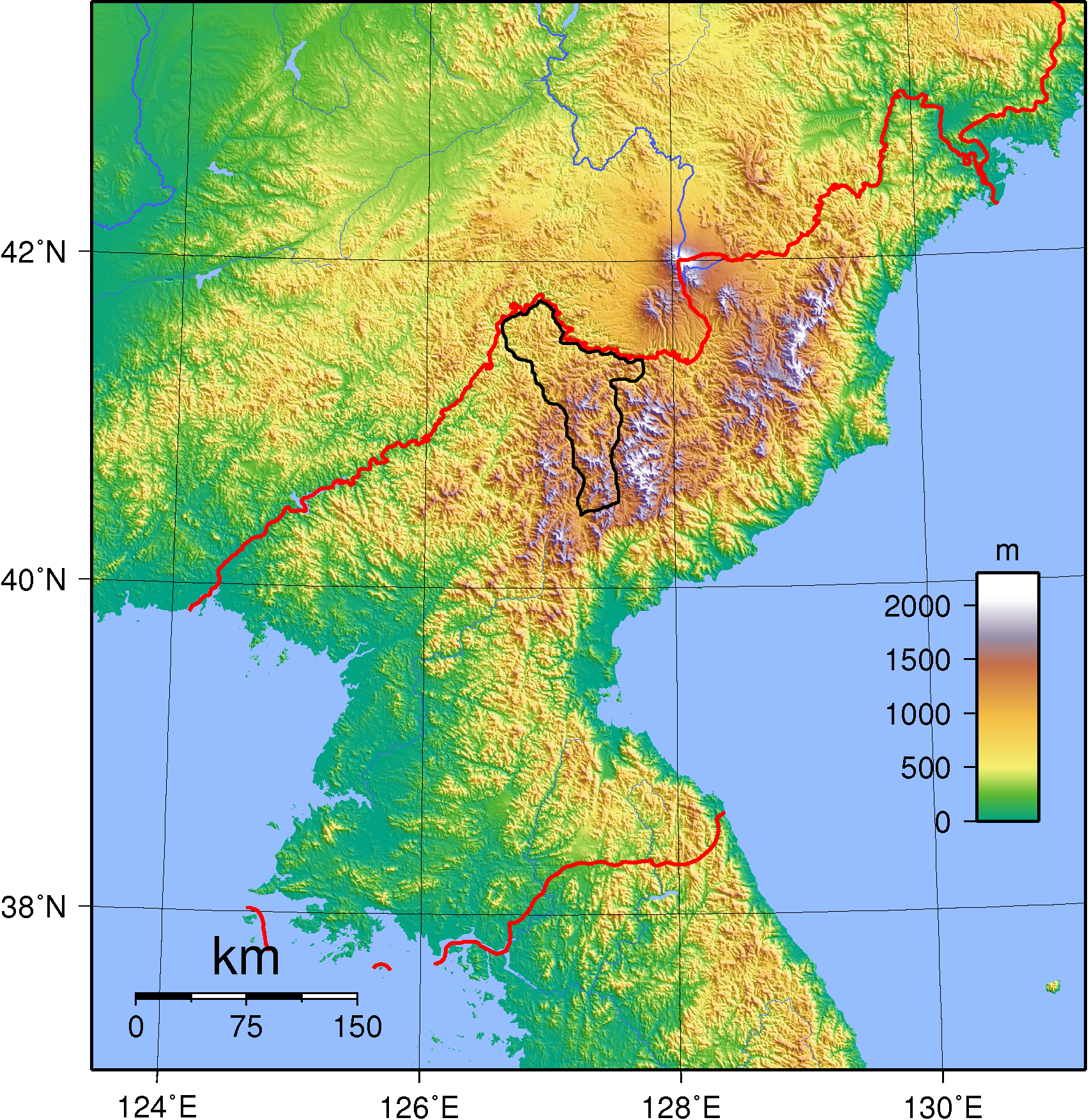
Monts Yonhwa
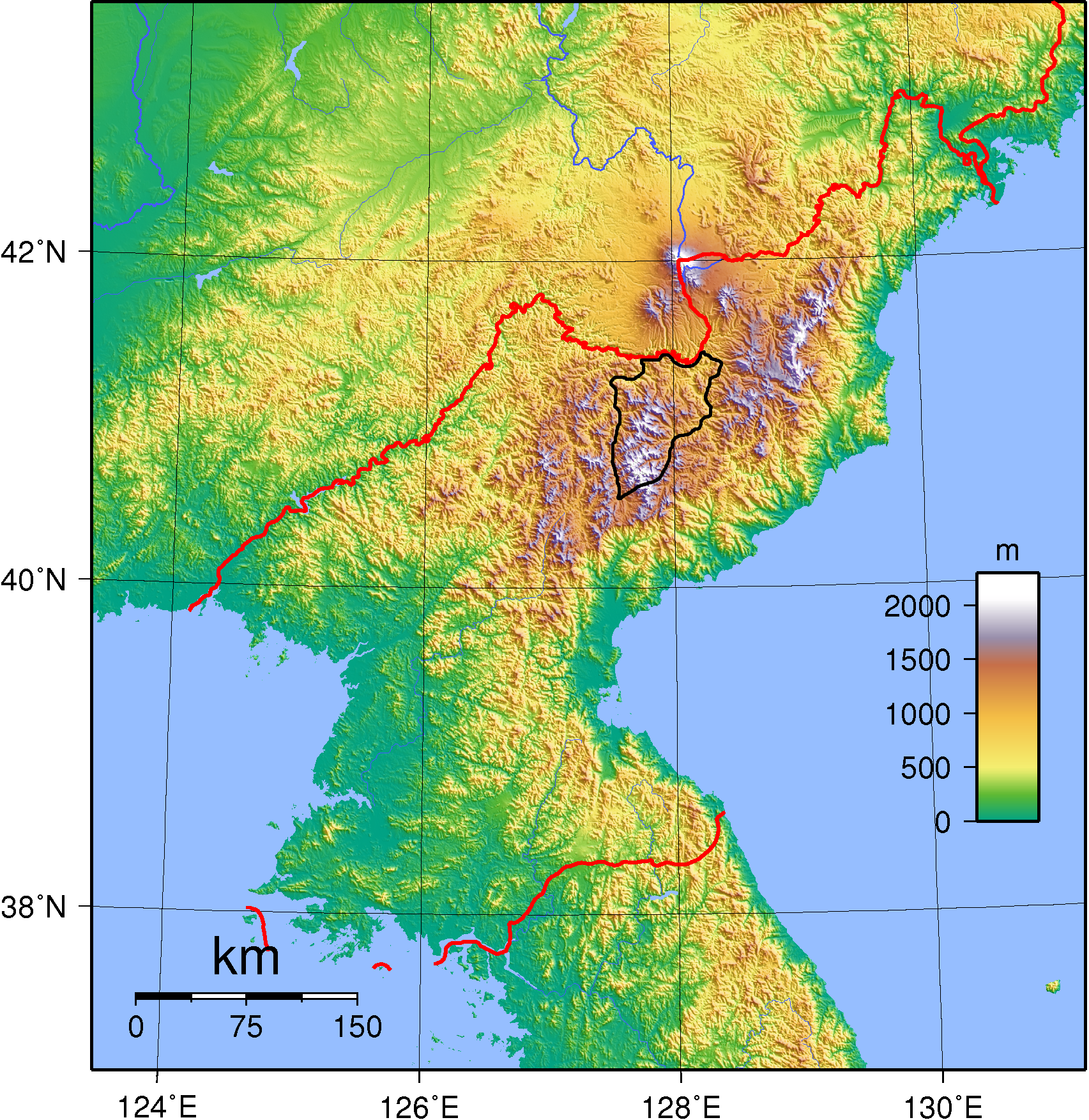
Monts Puksu
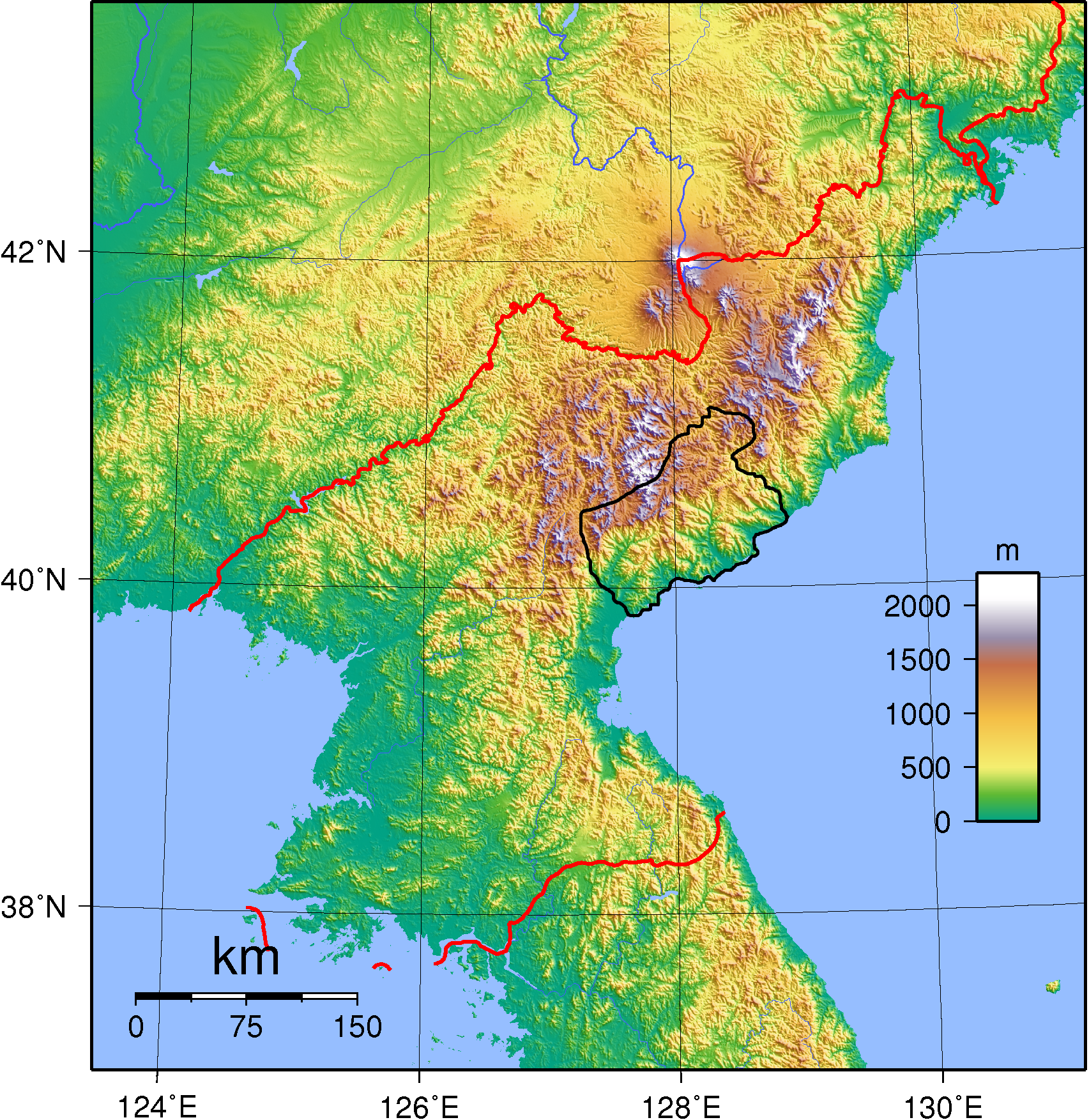
Monts Pujonryong
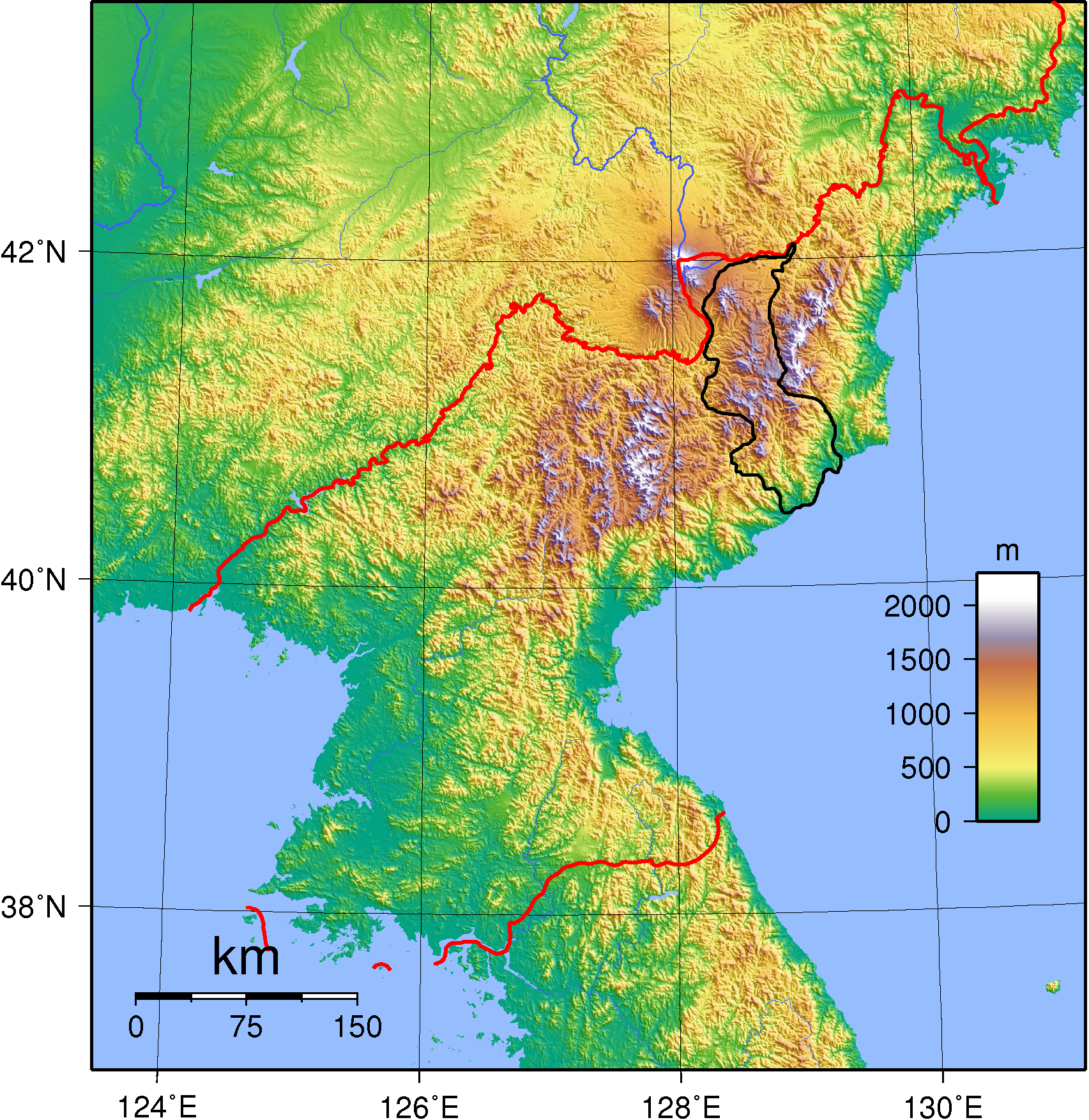
Monts Mach'ol
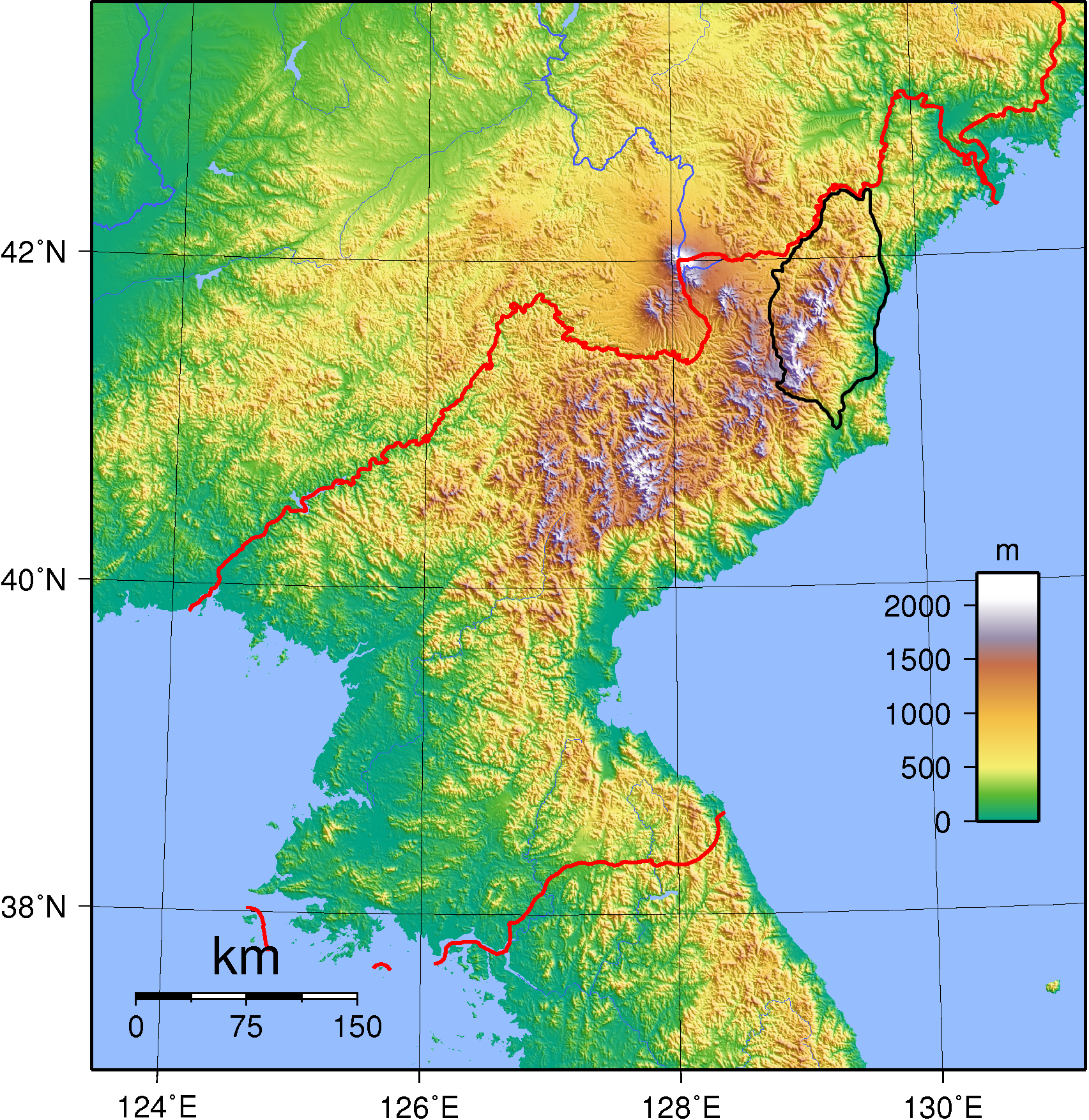
Monts Hamgyong